# تصنیف باستر اسکراگز
تصنیف باستر اسکراگز یا چریکهٔ باستر اسکراگز (انگلیسی: The Ballad of Buster Scruggs) یک فیلم وسترن آمریکایی به کارگردانی برادران کوئن است. بازیگرانی چون تیم بلیک نلسون، لیام نیسون، جانجو اونیل، جیمز فرانکو، تاین دالی، و تام ویتس و زویی کازان دراین فیلم به ایفا نقش پرداخته‌اند. این فیلم در هفتاد و پنجمین دوره جشنواره بین‌المللی فیلم ونیز در بخش اصلی حضور داشت.این فیلم دارای ۶ اپیزود است. 

## داستان
‌(خطر اسپویل:تمام فیلم لو می‌رود)
'اپیزود اول' چریکه باستر اسکراگز
مربوط به یک هفت‌تیرکش ماهر به نام باستر اسکراگز (تیم بلیک نلسون) است که به توانایی خود بسیار اعتقاد دارد، گویی که هرگز کسی نمی‌تواند او را بکشد ولی در انتهای اپیزود او با گلوله‌ای که از سوی‌ فردی شلیک شده، می‌میرد و روح او درحالی که موسیقی مورد علاقه‌اش را می‌نوازد به سمت آسمان می‌رود. 
‌
'اپیزود دوم' نزدیک آلگودنس
‌
به سارقی (جیمز فرانکو) می‌پردازد که تلاش می‌کند از یک بانک سرقت کند اما توسط پیرمردبانکدار به دام می‌افتد. پس از به دام افتادنش، ماموران او را به طناب دار آویزان میکنند اما سرخ‌پوستها به ماموران حمله می‌کنند و... . در انتهای این اپیزود سارق به دار آویخته می‌شود. 
'اپیزود سوم' بلیت غذا
‌ ‌
لیام نیسون نقشِ مدیرِ کم‌حرف تئاتری دوره‌گرد را بازی می‌کند که تنها نمایش و سرگرمی تئاترش، یک مرد جوانِ بی‌دست و پا است که از فن بیان و سخنگویی شیوایی بهره می‌برد. لیام نیسن به هنرمندش در غذا خوردن و برطرف کردن نیازهای شخصی‌اش کمک می‌کند. یک  شب مدیر تئاتر بعد از اینکه افراد زیادی برای دیدن نمایششان حاضر نمی‌شوند، سروصدایی از آنسوی شهر می‌شنود و وقتی به آن نزدیک می‌شود، متوجه می‌شود مردم در حال تماشای مرغی هستند که به ادعای صاحبش، توانایی شمردن دارد. لیام نیسون، مرغ را از صاحبش می‌خرد. این یعنی او دیگر نیازی به هنرمندِ معلولِ پُردردسرش نخواهد داشت و در پایان او را از لبه پرتگاهی به درون رودخانه‌ای پرتاب می‌کند!
‌
'اپیزود چهارم' دره سراسر طلا
مربوط به پیرمردی (تام ویتس)است که تنها با الاغش در وسط دشتی سرسبز و بهاری اتراق می‌کند و سخت مشغولِ تلاش برای یافتنِ طلا می‌شود. بالاخره پس از مدت زیادی تلاش، پیرمرد به طلا می‌رسد اما سروکله‌ی یک دزد پیدا می‌شود و برای دزدیدنِ طلاهایش از پشت به او تیراندازی می‌کند. پیرمرد به هر ترتیبی که شده دزد طلاهایش را می‌کشد و اجازه نمی‌دهد تا او دست‌رنج‌هایش را بدون زحمت به دست بیاورد.
' اپیزود پنجم ' دختری که پریشان شد
که طولانی‌ترین اپیزود است، مربوط به دختری به‌نام آلیس (زویی کازان) است که با برادرش به اورگن سفر می‌کنند. برادر آلیس امیدوار است که یکی از دوستانش که در اورگن است، با آلیس ازدواج کند تا بتواند کاسبی (به صورت شریکی) برای خود راه بیندازد ولی در میانه سفر به علت بیماری می‌میرد. آلیس نیز پس از مرگ برادرش به راه خود ادامه می‌دهد و در بین راه پسری عاشق او می‌شود و تصمیم می‌گیرند که با یکدیگر ازدواج کنند اما در انتهای اپیزود، آلیس بخاطر یک اشتباه، خود را با گلوله می‌کشد.
' اپیزود ششم ' کالبد بی‌جان
( قسمت پایانی) که مرموز‌ترین اپیزود است با نشان دادن ۵تن شروع می‌شود که هر یک اندیشه و عقیده خاص خود را دارند. آنها  با درشکه‌ای به سرعت به سوی هتل اسرارآمیزی حرکت می‌کنند.